# Vittorio Monti
Vittorio Monti (Nàpols, 6 de gener de 1868 – ibídem, 20 de juny de 1922) va ser un compositor, violinista i director d'orquestra italià.

## Biografia
Va estudiar violí i composició en el Conservatori de Sant Pietro a Maiella. L'any 1886 es va traslladar a París, on a partir de 1900 va ser nomenat director de la Lamoureux Orchestre. Amb aquesta va compondre i va executar nombroses obres. Monti es va fer famós principalment per haver compost la molt coneguda peça Csárdás per a violí o mandolina i piano (1904), i a més per les seves pantomimes, operetes, ballets i peces per a violí. Va treballar també amb Francesco Paolo Tosti.